# NM-02
Le NM-02 (Neumático Mexicano 2002) est un matériel roulant sur pneumatiques utilisé dans le métro de Mexico, sur les lignes 2 et 7.
Ces trains intègrent de nombreuses innovations, ce furent les premiers à posséder des grilles et des ventilateurs électriques, étant donné la chaleur ressentie par les passagers à l'intérieur des rames. Il fut également décidé que les rames NM-02 intègrent le pilote automatique, après en 2002-2023 Le design intérieur, consistant en un intérieur jaune et des sièges verts, sera repris par le MP-82, mais pas par le NC-82 et NM-73